# Déserts
Déserts és una pel·lícula d'art i assaig de western modern dirigida per Faouzi Bensaïdi. La road movie està ambientada al Marroc i segueix dos cobradors de deutes treballant. La coproducció de Bèlgica, Alemanya, França i el Marroc es va estrenar el maig de 2023 al 76è Festival Internacional de Cinema de Canes.

## Argument
Mehdi i Hamid, amics de molt de temps, treballen per a una agència de cobrament de deutes pels salaris de fam. Condueixen pels pobles del sud del Marroc amb el seu cotxe vell i comparteixen habitacions dobles en hotels deteriorats. Tenen la mateixa alçada i porten els mateixos vestits i corbates i les mateixes sabates.
Un dia, enmig del desert, una motocicleta amb un home emmanillat està estacionada davant d'ells en una benzinera. Aquesta trobada és l'inici d'un viatge inesperat.

## Producció

El director Faouzi Bensaïdi

La pel·lícula va ser dirigida pel marroquí Faouzi Bensaïdi, que també va escriure el guió. Déserts és el setè llargmetratge de Bensaïdi, després de Mille mois el 2003, What a Wonderful World el 2006, Mort à vendre el 2011, Volubilis el 2017 i Interactions – When Cinema Looks to Nature i Jours d'été, ambdues de 2022. L'any 1997, Bensaïdi va presentar el seu primer curtmetratge, La Falaise. Anteriorment havia treballat com a director d'escena i actor de teatre.
Fehd Benchemsi i Abdelhadi Talbi fan els papers principals de Mehdi i Hamid. Altres papers són interpretats per Hajar Graigaa i Rabii Benjhaile. El director Bensaïdi fa de botiguer.
La pel·lícula va rebre el suport econòmic de l'Aide aux Cinémas du Monde de l'Institut français, de la Comissió de Finançament Franco-Alemanya, del MOIN Filmförderung Hamburg Schleswig-Holstein, de Nordmedia, Eurimages i del Centre Cinematogràfic marroquí. També ha rebut finançament del Fons d'Imatges de la Francofonia i el Fons Àrab per a les Arts i la Cultura.
El rodatge es va dur a terme al Marroc des de l'estiu del 2021, a Casablanca, Khenifra, Midelt, la ciutat deserta d'Erfoud als marges del Sàhara, a Ouarzazate i en un poble prop de Marràqueix. El director de fotografia va ser el francès Florian Berutti. El director va muntar la pel·lícula juntament amb la belga Véronique Lange. Ja havia treballat amb ella a What a Wonderful World.

## Llançament
L'estrena va tenir lloc el 18 de maig de 2023 al 76è Festival Internacional de Cinema de Canes, on es va mostrar a la nova secció Quinzena de Cineastes, la secció successora de la Quinzena dels Directors. Es va presentar al Filmfest Hamburg a principis d'octubre de 2023. Es va projectar al Festival de Cinema de Cork i al Festival Internacional de Cinema de Marràqueix el novembre de 2023..

## Recepció

### Crítiques
Gaby Sikorski, corresponsal de cinema del Arbeitsgemeinschaft Kino – Gilde deutscher Filmkunsttheater, escriu que els actors van ser convincents en tots els sentits i van portar a terme el concepte de direcció atrevit amb gran professionalitat i creativitat. La química entre Fehd Benchemsi i Abdelhadi Taleb és perfecta, però Rabii Benjhaile també té el carisma adequat per al seu paper de venjador fosc i sense nom. Deserts també té una forta dimensió política. Es tracta de l'abandonament dels grups de població pobres i precaris que es presenten virtualment com a víctimes d'un capitalisme depredador que ho aixafa tot. Faouzi Bensaïdi s'enfronta a això amb les armes del cinema i una creença inquebrantable en la humanitat i les seves possibilitats. Finalment, a la segona meitat de la seva pel·lícula, el director explica una història clàssica western sobre l'amor, la venjança i la inutilitat, ambientada en un paisatge impressionant: "El desert es converteix en Monument Valley - John Ford envia salutacions".

### Premis
Festival Internacional de Cinema del Caire 2023
- Nominació a la Competició Oficial[15]

Festival Internacional de Cinema Emden-Norderney 2024
- Nominació al Premi a la banda sonora Bernhard Wicki[16]

XXXVIII edició de la Mostra de València
- Premi al Millor director (Faouzi Bensaïdi)
- Premi a la Millor interpretació masculina (Fehd Benchemsi i Abdelhadi Talbi)[17]